# Ходов, Камал Хазбиевич
Кама́л Хазби́евич Хо́дов (26 января 1941 — 24 июня 2021) — советский поэт, переводчик и литературный критик. Народный поэт Северо-Осетинской АССР.

## Биография
Родился в селении Старый Батако Правобережного района Северной Осетии 26 января 1941 года. После окончания 8 классов работал на Бесланском маисовом комбинате и одновременно учился в школе рабочей молодёжи. Окончив школу в 1959 году, некоторое время работал в Северо-Осетинском государственном академическом театре, редакции газет, был редактором на телевидении.
В 1970 году окончил Литературный институт имени М. Горького. Сотрудничал в редакциях районных газет, был старшим редактором Северо-Осетинской студии телевидения, более десяти лет заведовал отделом критики и публицистики журнала «Мах дуг», работал редактором, а затем и главным редактором книжного издательства «Ир».
С 1985 году — директор Северо-Осетинского государственного драматического театра, одновременно с этим — ответственный редактор альманаха «Литературная Осетия».
С 1989 до 1990 года был на должности председателя Государственного комитета по делам издательств, полиграфии и книжной торговли Северо-Осетинской АССР.
С 1990 по 2018 год — председатель Союза писателей Северо-Осетинской АССР.
Член КПСС с 1966 года. Член Союза писателей СССР с 1972 года.
В 1962 году был издан сборник молодых авторов «Утренняя звезда» («Бонвæрнон»), куда вошли и стихи К. Ходова, а в 1966 году вышла его первая поэтическая книга «Хлеб да соль» («Цæхх æмæ кæрдзын»). В 1970 году был издан второй сборник стихов К. Ходова «Слышится песнь осетинская» («Кæмдæр ирон лæппутæ зарынц»).
Многие произведения К. Ходова знакомы и русскому читателю. Они были опубликованы в коллективном сборнике «Мы, молодые» («Молодая гвардия»), в центральных журналах и газетах. Сборник стихов «Белые искры» в переводе на русский язык в 1976 году вышел в издательстве «Современник», а поэтическая книга «Своим чередом» — в издательстве «Советский писатель» в 1988 году.
В творческой деятельности К. Ходова важное место занимает художественный перевод. На осетинский язык им переведены произведения Боккаччо, Гейне, Плещеева, Исаева, Милева, Эндре Ади, пьесы Лопе де Вега, Шиллера, Островского, Вазова и др. Известен и как автор литературно-критических статей по актуальным вопросам осетинской литературы.
В 2013 году был избран сопредседателем Союза писателей Осетии.
Лауреат премии имени Коста Хетагурова и национальной премии «Яблоко нартов». Автор текста гимна Северной Осетии.

### Смерть
Умер 24 июня 2021 года. Похоронен на Аллее Славы во Владикавказе.

## Награды и премии
- Орден Дружбы (31 мая 2001 года) — за большой вклад в развитие многонациональной отечественной литературы[8].
- Орден Почёта (25 февраля 2016 года, Южная Осетия) — за большой личный вклад в дело укрепления братских связей между Республикой Южная Осетия и Республикой Северная Осетия-Алания в области литературы, за плодотворную творческую деятельность и в связи с 75-летием со дня рождения[9][10].
- Народный поэт Северо-Осетинской АССР.
- Государственная премия СОАССР им. К. Л. Хетагурова.